# 中国文学出版社
中国文学出版社，是一家中华人民共和国的出版社，总部位于北京百万庄路24号。

## 生平
该社成立于1951年，前身是中国文学杂志社，后为中华人民共和国文化部所属的新闻出版单位。职责任务承担英、法文版的《中国文学》杂志和英、法文版熊猫系列文学丛书。机构设有中文编辑部、英文翻译部、法文翻译部、出版发行部、美术组，社办公室。